# Valentin Prokopov
Valentin Ivanovič Prokopov (in russo Валентин Иванович Прокопов?; 10 giugno 1929 – ...) è stato un pallanuotista sovietico, vincitore di una medaglia di bronzo alle olimpiadi di Melbourne 1956.
È noto in particolar modo per aver colpito il giocatore ungherese Ervin Zádor nel famoso incontro avvenuto il 6 dicembre 1956, poi denominato Bagno di sangue di Melbourne. 